# Dieterich (Illinois)
Pour les articles homonymes, voir Dieterich.
Dieterich est un village du comté d'Effingham dans l'Illinois, aux États-Unis,. Il est situé à l'est du comté et d'Effingham, le siège de comté.

## Histoire
Le village est fondé en 1880, par Michael Dieterich, sous le nom de Dieterichsburg, à l'occasion de la construction de la ligne ferroviaire Springfield, Effingham and Southern. Il est incorporé le 30 juillet 1894.

## Démographie
Lors du recensement de 2010, le village comptait une population de 617 habitants. Elle est estimée, en 2016, à 612 habitants.

## Source de la traduction
- (en) Cet article est partiellement ou en totalité issu de l’article de Wikipédia en anglais intitulé « Dieterich, Illinois » (voir la liste des auteurs).